# Letonia en los Juegos Olímpicos de Chamonix 1924
Letonia estuvo representada en los Juegos Olímpicos de Chamonix 1924 por un total de 2 deportistas que compitieron en 2 deportes.  
El portador de la bandera en la ceremonia de apertura fue el esquiador de fondo Roberts Plūme. El equipo olímpico letón no obtuvo ninguna medalla en estos Juegos.